# Teofano Atenska
Teofano (grčki Θεοφανώ) bila je grčka plemkinja te carica Bizantskog Carstva.

## Biografija

### Rani život
Nije poznato kada je Teofano rođena te su imena njezinih roditelja nepoznata danas. Njezina je rođakinja bila carica Irena Atenska, ali nije poznato koliko je blisko bilo njihovo srodstvo. Čini se da je Teofano rođena u samoj Ateni.

### Carica
Dana 20. prosinca 807., Teofano se udala za bizantskog princa Staurakija, sina cara Nikefora I. Staurakije je bio očev suvladar te je Teofano postala carica. Čini se da je njezina svekrva već bila umrla, što bi značilo da je Teofano bila jedina carica na dvoru svog svekra. Nakon smrti cara Nikefora 26. srpnja 811., Teofanin je suprug napokon sam zavladao, ali je vladao veoma kratko, do 2. listopada te godine, kada je abdicirao u korist svog šogora, Mihaela I., muža carevne Prokopije.
Teofano i njezin muž povukli su se u samostan. Teofano je dala podići vlastiti manastir, imena Ta Hebraïka („židovski manastir”).